# یواس‌اس کوکو (اس‌پی-۱۱۰)
یواس‌اس کوکو (اس‌پی-۱۱۰) (به انگلیسی: USS Coco (SP-110)) یک کشتی بود که طول آن ۳۶ فوت (۱۱ متر) بود. این کشتی در سال ۱۹۱۷ ساخته شد.